# Саладзе, Михаил Георгиевич
Михаил Георгиевич Саладзе (род. 4 января 1954, 5 февраля 1959, 7 сентября 1950 или 5 декабря 1959, Зестафони, Грузинская ССР, СССР) — советский борец классического стиля, чемпион и призёр чемпионатов СССР, чемпион мира, Заслуженный мастер спорта СССР (1981).

## Биография
Увлёкся борьбой в 1968 году. В 1973 году выполнил норматив мастера спорта СССР, в том же году стал мастером спорта СССР международного класса. Участвовал в десяти чемпионатах СССР (1973—1982). Победитель международных турниров. Член сборной команды страны в 1973—1982 годах. Выпускник Грузинского сельскохозяйственного института. Оставил большой спорт в 1982 году. Живёт в Тбилиси.

## Спортивные результаты
- Чемпионат СССР по классической борьбе 1973 года — ;
- Чемпионат СССР по классической борьбе 1976 года — ;
- Чемпионат СССР по классической борьбе 1977 года — ;
- Чемпионат СССР по классической борьбе 1979 года — ;
- Классическая борьба на летней Спартакиаде народов СССР 1979 года — ;
- Чемпионат СССР по классической борьбе 1980 года — ;
- Чемпионат СССР по классической борьбе 1981 года — ;
- Чемпионат СССР по классической борьбе 1982 года — ;
- Классическая борьба на летней Спартакиаде народов СССР 1983 года — ;